# Федеральный канцлер Швейцарии
Федеральный канцлер (нем. Bundeskanzler(in), фр. Chancelier(-ière) fédéral(e), итал. Cancelliere(-a) della Confederazione, романш. Chancelier(a) federal(a)) — руководитель аппарата Федерального совета Швейцарии (глав государства) — Федеральной канцелярии. В отличие от аналогичных должностей в Германии и Австрии, швейцарский канцлер не является главой правительства или даже одним из его членов.

## Функции и назначение
Канцлер, как глава аппарата Федерального совета, поддерживает президента в выполнении его обязанностей. Кроме того, канцлер принимает участие в еженедельных заседаниях Федерального совета, не являясь его членом, с правом совещательного голоса. Он также готовит доклады Федеральному собранию о политике и деятельности Федерального совета. Канцелярия отвечает за публикацию всех федеральных законов.
Хотя канцлер выполняет только технические функции, его назначение считается политическим и происходит путём голосования в Федеральном собрании (парламенте) сроком на 4 года.
Назначаются также один или два вице-канцлера (до 1852 года эта должность называлась Государственный секретарь Конфедерации). В отличие от канцлера, они назначаются непосредственно Федеральным советом.

## Список федеральных канцлеров
- Жан-Марк Самюэль Исаак Муссон (1803—1830)
- Йозеф Франц Карл Амрин (1830—1847)
- Йоханн Ульрих Шисс (1847—1881) (и. о. до 1848)
- Готлиб Рингиер (1882—1909)
- Ханс Шацман (1910—1918)
- Адольф фон Штейгер (1919—1925)
- Роберт Кеслин (1925—1934)
- Жорж Бове (1934—1943)
- Оскар Леймгрубер (1944—1951)
- Шарль Осер (1951—1967)
- Карл Хубер (1968—1981)
- Вальтер Бузер (1981—1991)
- Франсуа Кушпен (1991—1999)
- Аннемари Хубер-Хоц (2000—2007)
- Корина Казанова (2008—2015)
- Вальтер Турнхерр (2016—2023)
- Виктор Росси (с 2024)